# Josef Auinger
Josef Auinger, född 1 december 1897 i Enzendorf, död 11 maj 1960 i Grieskirchen, var en tysk promoverad jurist och SS-Obersturmbannführer. Under andra världskriget var han bland annat chef för Sonderkommando 7b i Sovjetunionen och kommendör för Sicherheitspolizei (Sipo) och Sicherheitsdienst (SD) i ungerska Pécs.

## Biografi
Auinger deltog i första världskriget. Han studerade rättsvetenskap och blev polisjurist i Ottakring i Wien.
Efter Anschluss, Tysklands annektering av Österrike i mars 1938, var Auinger verksam vid Gestapo i Sankt Pölten. Efter att 1939 ha promoverats till juris doktor och Regierungsrat övertog han ledningen för Gestapo i Sankt Pölten.

### Operation Barbarossa
Den 22 juni 1941 anföll Tyskland sin tidigare bundsförvant Sovjetunionen och inledde Operation Barbarossa. Enligt Adolf Hitler innebar kriget mot Sovjetunionen ett ideologiskt förintelsekrig och den ”judisk-bolsjevikiska intelligentian” måste elimineras. Efter de framryckande tyska arméerna följde Einsatzgruppen, mobila insatsgrupper. Chefen för Reichssicherheitshauptamt, Reinhard Heydrich, gav insatsgrupperna i uppdrag att mörda judar, romer, partisaner, politiska kommissarier (så kallade politruker) och andra personer som ansågs hota Tredje rikets säkerhet. Beträffande insatsgruppernas massmord på judar mördades initialt endast män, men i augusti 1941 gav Reichsführer-SS Heinrich Himmler order om att massmordet även skulle inbegripa kvinnor och barn. Auinger efterträdde Adolf Ott som befälhavare för Sonderkommando 7b inom Einsatzgruppe B.

### Efter andra världskriget
Auinger greps i september 1945 och utlämnades två år senare till Sovjetunionen. År 1956 frigavs han ur krigsfångenskapen.